# 関川大橋
関川大橋（せきかわおおはし）は、新潟県上越市下門前 - 塩屋の関川に架かる国道8号直江津バイパスの橋長265 m（メートル）の桁橋。

## 概要
北陸地方整備局の橋梁個別施設計画資料によれば上りの橋長が264.55 m、下りが264.65 mとなっている。
1期橋（上り左岸側）
- 形式 - 鋼単純活荷重合成鈑桁橋+鋼カンチレバー鈑桁橋+鋼単純活荷重合成鈑桁橋
- 橋長 - 155.000 m
  - 支間割 - 44.400 m + (7.000 m + 51.400 m + 7.000 m) + 44.400 m
- 幅員 - 13.000 m
  - 車線数 - 上り2車線
    - 車道 - 8.000 m
    - 歩道 - 両側2.500 m
- 床版 - 鉄筋コンクリート
- 総鋼重 - 312.108 t
- 施工 - 東京鐵骨橋梁[注釈 1]
- 架設工法 - ステージング併用ケーブルクレーン
- 着工 - 1969年（昭和44年）11月
- 竣工 - 1970年（昭和45年）10月

2期橋（下り）
- 形式 - 鋼2径間連続箱桁橋（主径間1連）
- 橋長 - 265 m
  - 主径間1連支間割 - 54.3 m + 54.3 m
- 幅員 - 13.000 m
  - 車線数 - 下り2車線
    - 車道 - 8.75 m
    - 歩道 - 片側2.50 m
- 床版 - 鉄筋コンクリート
- 総鋼重 - 870 t
- 施工 - 日本鉄塔工業・日立製作所
- 竣工 - 1985年度（昭和60年度）

3期橋（上り右岸側）
- 形式 - 鋼2径間連続箱桁橋
- 橋長 - 108.5.000 m
  - 支間割 - 54.3 m + 54.3 m
- 幅員 - 13.000 m
  - 車線数 - 上り2車線
    - 車道 - 8.75 m
    - 歩道 - 片側2.50 m
- 床版 - 鉄筋コンクリート
- 総鋼重 - 402 t
- 施工 - 片山鉄工所[注釈 2]
- 架設工法 - クレーンベント工法（側径間）・台船工法（主径間）
- 竣工 - 1986年度（昭和61年度）

## 歴史
国道8号直江津バイパスは暫定2車線で三ツ屋交差点 - 石橋交差点間延長3.1 kmが1970年（昭和45年）12月15日に開通したが、直江津バイパスの関川に架かる橋梁として1期橋部分がこの時開通している。このとき関川はまだ一級河川に指定されておらず当時の河川管理者である新潟県と協議を1969年（昭和44年）3月31日に実施している。関川は同年に一級河川に指定され、関川は引堤によって右岸側に河積が拡大されることが予定されていたことから右岸側の橋台は橋脚形式で施工された。
その後、引提による1期線の継ぎ足し、また4車線化が必要であることから下流側に橋長265 mの2期橋を建設し、加えて1期橋の右岸側に3期橋を建設することになった。また、1期橋の下部工は旧治水計画による設計のため、補強を要した。合わせて帝国石油のガスパイプラインの青海ラインと二本木ラインが関川を渡る吊橋が関川大橋の直下流に設置されていたが、河川道路管理の観点から関川大橋2期橋の下部工を利用して鋼鈑桁橋を添加することになった。このため、まず、関川大橋の継ぎ足し・2期橋架設に関して北陸地方建設局の河川部門と道路部門の間でを1984年（昭和59年）3月30日に協定締結し施行主体を道路部門とした。ガス管橋架替については北陸地方建設局と帝国石油の間に1985年（昭和60年）3月25日に協定を締結し、費用負担は全額建設省負担とし、施工もガス管移設・旧吊橋撤去を除いて河川側が行うことした。工事はまず2期橋から着手し、完成後交通を2期橋に切り替えてから1期橋の継ぎ足しを施工し、関川大橋は下源入交差点 - 石橋交差点の延長1.4 kmの1986年（昭和61年）11月7日に完成4車線供用により4車線化された。
2019年（令和元年）10月15日から12月13日まで上り線を通行止にし、下り線側橋梁を対面通行にした上で関川大橋上り線の補修を行った。